# Johann II. von Pernstein
Johann von Pernstein (tschechisch Jan z Pernštejna; * um 1406; † 28. Dezember 1475) war ein mährischer Adliger und Anhänger der Hussiten. Später wurde er vom böhmischen König Georg von Podiebrad zum Oberstkämmerer des Landgerichts Brünn eingesetzt und 1473 vom Gegenkönig Matthias Corvinus zu einem der vier Statthalter von Mähren ernannt.

## Leben
Johanns Vater Wilhelm I. von Pernstein († 1422/26) stand in Diensten des Markgrafen Jobst, von dem ihm einflussreiche Landesämter übertragen wurden. Johanns Mutter war Wilhelms zweite Ehefrau Agnes/Anežka von Pottenstein oder die dritte Ehefrau Anna von Sternberg.
Erstmals belegt ist Johann für das Jahr 1427, als er zusammen mit seinem Vater der Äbtissin des Klosters Doubravník, das von Stephan/Štěpán von Medlov, einem Vorgänger der Herren von Pernstein, begründet worden war, ein Stück Land verkaufte. Im selben Jahr wurde er von seinem Vater zur eigenständigen Verwaltung seines Vermögens bevollmächtigt. 1429 beteiligte er sich auf Seiten der Hussiten am Einfall in das sächsische Meißen, das gebranntschatzt und geplündert wurde. Nachdem ihm 1434/36 von mehreren Rittern aus den zur Herrschaft Pernstein gehörenden Dörfern vorgeworfen wurde, er halte ihre Dörfer zu Unrecht in seinem Besitz, versuchte er die Fehden beizulegen.
Nach dem Tod des böhmischen Landesherrn Sigismund 1437 lehnte Johann von Pernstein dessen Schwiegersohn Albrecht II. als Nachfolger ab und setzte sich zusammen mit Hynek Ptáček von Pirkstein für die Kandidatur des noch nicht elfjährigen Kasimir IV., einem Sohn des polnischen Königs Władysław III. ein, der jedoch nicht durchgesetzt werden konnte.
Vermutlich um 1441 vermählte sich der verwitwete Johann in zweiter Ehe mit Bohunka von Lomnitz. Deren Vater Johann von Lomnitz übertrug ihm um diese Zeit die Pfandrechte über die markgräflichen Lehen Zubstein und Pyssolecz sowie Bistritz. Vor 1434 gelangte er an das Pfand von Mitrov, das ihm Hynek Hlaváč überließ und das ihm spätestens 1448 erbrechtlich gehörte, da in diesem Jahr der entsprechende Eintrag in die Landtafel erfolgte. Von den Erben des verstorbenen Sigmund von Křižanov erwarb er die Herrschaft Křižanov. Außerdem machte er Ansprüche auf Ländereien in Tišnov geltend, die eigentlich dem in den Hussitenkriegen zerstörten Kloster Porta Coeli gehörten. 1462 erwarb er von Johann Tovačovský von Cimburg und dessen Frau Sophie von Kunstadt die Herrschaft Jimramov. Zudem erhielt er vom König Georg von Podiebrad die seit 1446 als Pfand gehaltenen Zubstein, Pyssolecz und Bistritz erblich. In den Jahren 1463, 1467, 1469 und 1470 ermächtigte Georg von Podiebrad Johann von Pernstein und dessen Söhne Sigmund, Wilhelm, Jan und Vratislav zur Nutznießung der Ländereien des Klosters Porta Coeli. Durch die Erwerbungen und Verschreibungen konnte er seinen Besitz erheblich erweitern.
Johann von Pernstein, der ab den 1460er Jahren das Amt des Oberstkämmerers des Landgerichts Brünn bekleidete, war ein hervorragender Kenner des mährischen Landesrechts. Obwohl er treu dem König Georg von Podiebrad ergeben war, wechselte er nach dessen Tod 1471 auf die Seite des Gegenkönigs Matthias Corvinus. 1473 wurde er von diesem zu einem der vier Statthalter Mährens ernannt. Um diese Zeit trat immer häufiger sein zweitgeborener Sohn Wilhelm in den Vordergrund. Bei dessen Erwerb der Herrschaft Helfenstein trat Johann als Zeuge auf.
Bei seinem Tod 1475 hinterließ Johann von Pernstein seinen Söhnen und seiner jungen Witwe ein umfangreiches Vermögen. Auf seinen Wunsch hin wurde er in der Klosterkirche von Doubravnik beigesetzt. Seine Witwe vermählte sich vor 1480 mit Marquart von Lomnitz und nach dessen Tod vor 1482 mit Berthold/Pertold von Tworkau.
In der Prager Nationalbibliothek befindet sich eine Bibel-Handschrift aus dem Jahre 1471. Sie ist reich mit Buchmalereien verziert und enthält das Wappen Johanns von Pernstein, was darauf hindeutet, dass sie in seinem Auftrag entstand. Deshalb wird sie als „Pernstein-Bibel“ (Pernštejnská bible) bezeichnet.

## Familie
Johann von Pernstein war dreimal verheiratet. Seiner Ehe mit Barbara von Waldstein (Barbora Brtnická z Valdštejna) entstammten
- Sigmund/Zikmund (* um 1437; † 1473/75), Anhänger des Königs Georg von Podiebrad
- Katharina/Kateřina (* um 1437; † 1449)

Nach Barbaras Tod (vor 1445) vermählte sich Johann mit Bohunka von Lomnitz (Bohunka Mezeřícká z Lomnice), die vor 1475 starb. Dieser Ehe entstammten
- Wilhelm (1438–1521), Oberstlandkämmerer von Mähren, Oberstlandmarschall und Obersthofmeister von Böhmen
- Johann/Jan (* um 1460–1480)
- Vratislav von Pernstein († 1496), Oberstlandkämmerer von Mähren; ⚭ um 1488 Ludmilla († 1493), Tochter des Jan Heralt von Kunstadt

Vor 1475 vermählte sich Johann in dritter Ehe mit Margarete/Markéta von Vranov. Dieser Ehe entstammte sein jüngster Sohn
- Emmeram/Jimram (* um 1465; † 1481/82)